# Малоюз
Малоюз — река в России, протекает по Челябинской области. Устье реки находится в 162 км по левому берегу реки Сим (Миньярский пруд). Длина реки составляет 10 км.

## Данные водного реестра
По данным государственного водного реестра России относится к Камскому бассейновому округу, водохозяйственный участок реки — Сим от истока и до устья, речной подбассейн реки — Белая. Речной бассейн реки — Кама.
Код объекта в государственном водном реестре — 10010200612111100019089.